# Materials for a Flora of the Malayan Peninsula
Materials for a Flora of the Malayan Peninsula (abreviado Mat. Fl. Malay. Penins.) es un libro con ilustraciones y descripciones botánicas que fue escrito por el botánico inglés Henry Nicholas Ridley y publicado en Singapur en el año 1907.